# Китайска комунистическа партия
Китайската комунистическа партия, съкратено ККП (на традиционен китайски: 中國共産黨, на опростен китайски: 中国共产党, на пинин: Zhōngguó Gòngchǎndǎng, българска система: Джунгуо Гунчандан), е политическа партия в Китай, основана през 1921 г. Генералният секретар на ЦК на ККП е Си Дзинпин. Китайската комунистическа партия има приблизително 86 700 000 членове (50 300 000 членове през 1991 г.), като 3 400 000 от тях са от нисшите партийни организации. Печатните органи на ККП са вестник „Жънмин жъбао“ и списание „Циушъ“. Към 2022 г. ККП има 96 710 000 членове, което я прави втората по големина политическа партия по партийно членство в света след Индийската народна партия, която има 180 млн. членове. Китайската общественост обикновено нарича ККП просто „Партията“.
Крайната цел на партията е осъществяването на комунистически обществен строй. Китайската комунистическа партия се ръководи в своята дейност от принципите на марксизма-ленинизма, идеите на вожда Мао Дзъдун и теориите на председателя Дън Сяопин.

## Ръководни органи на ККП
По време на Културната революция всички централни органи на партията са разпуснати или реорганизирани. След смъртта на Мао Дзъдун, новият председател Дън Сяопин възстановява всички органи на партията, а държавните органи отново са под контрола на ККП.
Според Устава на ККП висшият ръководен орган на партията е Общокитайският конгрес на Китайската комунистическа партия, който се свиква веднъж на 5 години. Други органи на партии са:
- Централен комитет на ККП, състоящ се от:
  - Генерален секретар на ЦК на ККП
  - Постоянен комитет на Политбюро на ЦК на ККП, състоящ се от 9 члена
  - Политбюро на ЦК на ККП, състоящ се от 25 члена (включително 9 члена на Постоянния комитет на Политбюро на ЦК на ККП)
  - Секретариат на ЦК на ККП, главен административен орган на ККП, възглавяем от генерален секретар на ЦК на ККП
  - Централен военен съвет на ЦК на ККП – дублиращ орган на Централния военен съвет на КНР
- Централна комисия на ККП по проверка на дисциплината, подчинена на Общокитайския конгрес на ККП и създадена за борба с корупцията и злоупотребите в редовете на партията

Други партийни органи:
- Канцелария на ЦК на ККП
- Организационен отдел на ЦК на ККП
- Отдел по пропагандата на ЦК на ККП
- Отдел по международните връзки на ЦК на ККП
- Отдел на единния фронт на ЦК на ККП

На всеки 5 години Централният комитет на ККП свиква Общокитайския конгрес на партията. Последният конгрес е проведен през октомври 2007 година. Формално партийният конгрес има две функции: да утвърждава внесените изменения и поправки в устава на партията и да избира нов Централен комитет на партията. На свой ред Централният комитет избира Политбюро. На практика всички решения, касаещи състава на Централния комитет и Политбюро, се вземат още преди конгреса и главната цел на партийния форум е обнародване на партийната линия и приоритетите за развитие на страната за следващите 5 години.
Политбюро на ЦК на ККП е централният орган на партията. Членовете на Политбюро се избират на партийния конгрес. Броят на членовете на Политбюро е непостоянен, като в последните години има тенденция за неговото увеличение. След XVI конгрес на ККП от 2007 броят на членовете на Политбюро се увеличава на 9.
Освен ККП съществуват още два ключови политически органа на властта в Китай – това са Държавният съвет и Народноосвободителната армия на КНР. Освен тях има и един съвещателен орган – Народен политически консултативен съвет на КНР.

## Конгреси на ККП
| Номер на конгреса | Дата на провеждане               | Място на провеждане |
| ----------------- | -------------------------------- | ------------------- |
| Първи             | 1 юли – 5 юли 1921               | Шанхай              |
| Втори             | 16 юли – 23 юли 1922             | Шанхай              |
| Трети             | 10 юни – 20 юни 1923             | Гуанджоу            |
| Четвърти          | 11 януари – 22 януари 1925       | Шанхай              |
| Пети              | 27 април 1927                    | Ухан                |
| Шести             | 18 юли – 11 юли 1928             | Москва              |
| Седми             | 23 април – 11 юни 1945           | Пекин               |
| Осми              | 15 септември – 27 септември 1956 | Пекин               |
| Девети            | 1 април – 24 април 1969          | Пекин               |
| Десети            | 24 август – 28 август 1973       | Пекин               |
| Единадесети       | 12 август – 18 август 1977       | Пекин               |
| Дванадесети       | 1 септември – 11 септември 1982  | Пекин               |
| Тринадесети       | 25 октомври – 1 ноември 1987     | Пекин               |
| Четиринадесети    | 12 октомври – 18 октомври 1992   | Пекин               |
| Петнадесети       | 12 септември – 19 септември 1997 | Пекин               |
| Шестнадесети      | 7 ноември – 15 ноември 2002      | Пекин               |
| Седемнадесети     | 15 октомври - 21 октомври 2007   | Пекин               |
| Осемнадесети      | 8–14 ноември 2012                | Пекин               |
| Деветнадесети     | 18–24 октомври 2017              | Пекин               |
| Двадесети         | 16–22 октомври 2022              | Пекин               |